# Teilermenge
Die Teilermenge einer natürlichen Zahl {\displaystyle n} ist die Menge aller Teiler dieser Zahl. Sie besteht also aus allen natürlichen Zahlen, durch die man die Ausgangszahl {\displaystyle n} ohne Rest teilen kann, und wird oft mit {\displaystyle T_{n}} oder {\displaystyle T(n)} bezeichnet.
Beispielsweise besteht die Teilermenge der Zahl 12 aus allen natürlichen Zahlen, durch die man die 12 ohne Rest teilen kann, also
- 1 und 12 (denn 1·12=12, also 12:1=12 und 12:12=1)
- 2 und 6 (denn 2·6=12)
- 3 und 4 (denn 3·4=12)

Somit ist die Teilermenge {\displaystyle T_{12}=\{1,2,3,4,6,12\}}
Der Übersicht halber ist die Teilermenge hier geordnet notiert. Der kleinste Teiler multipliziert mit dem größten ergibt die untersuchte Zahl, und ebenso das Produkt des zweitkleinsten mit dem zweitgrößten Teiler und so weiter. Diese Paare von Teilern heißen komplementäre Teiler.
Mit Hilfe der Primfaktorzerlegung lassen sich alle Teiler der Teilermenge schnell bestimmen, allerdings kennt man keine schnellen Verfahren zur Bestimmung der Primfaktorzerlegung.

## Formale Definition
Eine natürliche Zahl {\displaystyle a} ist genau dann ein Teiler einer natürlichen Zahl {\displaystyle n}, wenn es eine natürliche Zahl {\displaystyle b} gibt, für die {\displaystyle a\cdot b=n} gilt. Man schreibt dafür formal:
{\displaystyle a\mid n}.
Selbstverständlich ist dann auch stets {\displaystyle b\mid n}; die Zahlen {\displaystyle a} und {\displaystyle b} heißen komplementäre Teiler.
Die Teilermenge von {\displaystyle n} ist
{\displaystyle T_{n}=\{d\in \mathbb {N} :d\mid n\}}.

## Teileranzahl
Wie viele Teiler eine Zahl hat (also, mathematisch ausgedrückt, die Mächtigkeit ihrer Teilermenge), lässt sich dieser Zahl nicht ohne Weiteres ansehen, kann aber mithilfe der Primfaktorzerlegung der Zahl berechnet werden. Diese Zuordnung heißt Teileranzahlfunktion. Ihre ersten Werte sind 1, 2, 2, 3, 2, 4, 2, … Die Eigenschaften dieser Funktion, insbesondere ihr Verhalten für große Werte von {\displaystyle n}, werden in der Zahlentheorie behandelt.

## Triviale Teiler
Jede natürliche Zahl {\displaystyle n} hat mindestens zwei Teiler, nämlich {\displaystyle 1} und {\displaystyle n}. Diese Teiler heißen die trivialen Teiler. (Eine Ausnahme ist die Zahl {\displaystyle 1}, weil die beiden trivialen Teiler hier gleich sind; sie ist die einzige Zahl mit nur einem Teiler.)
Natürliche Zahlen, deren Teilermenge aus genau zwei Elementen besteht, nennt man Primzahlen. Wenn {\displaystyle p} eine Primzahl ist, so gilt:
{\displaystyle T_{p}=\{1,p\}}